# John Ostrander
John Ostrander, né le 20 avril 1949 est un auteur de bandes dessinées américain.

## Biographie
John Ostrander naît le 20 avril 1949 à Evanston. D'abord tenté d'entrer dans les ordres, il commence finalement à travailler dans le monde du théâtre à Chicago en tant qu'acteur le plus souvent mais aussi auteur, metteur en scène. Une de ses connaissances de théâtre, Mike Goid travaille pour l'éditeur First Comics et l'appelle pour qu'il vienne écrire des scénarios. Ostrander reprend alors la création de Mike Grell Starslayer puis avec le dessinateur Timothy Truman il crée la série Grimjack en 1983. Le succès aidant, il se met à travailler pour différents éditeurs jusqu'à ce qu'il soit engagé par DC Comics. Il collabore souvent avec Tom Mandrake et ensemble ils recréent de nombreux personnages comme  Firestorm, The Spectre et Martian Manhunter. Il y écrit la mini-série Legends où il recrée l'équipe de Suicide Squad avec les dessinateurs Luke McDonnell et Karl Kesel. Il a depuis travaillé sur de nombreuses séries dont celles tirées de l'univers Star Wars.

## Analyse
John Ostrander est un scénariste reconnu depuis la fin des années 1970. Il sait très bien caractériser les personnages de ces comics ce qui permet de créer des relations crédibles. Par ailleurs, et c'est visible dans sa série Suicide Squad, ses scénarios ne se contentent pas de montrer l'affrontement entre des bons et des vilains mais développent une réflexion sur la moralité des individus.

## Publications
- Magnus l'anti robot (Valiant Comics)
- Eternal Warrior (Valiant Comics)
- Future Force (Valiant Comics)
- Rai (Valiant Comics)
- Hotspur (Eclipse Comics)
- Atom (DC Comics)
- Star Wars :
  - Star Wars : Republic / (Dark Horse Comics)
  - Star Wars : Legacy / (Dark Horse Comics)
- Lady Death (Chaos! Comics)
- Doom Patrol (DC Comics)
- Doctor Who (Big Finish Productions)
- Manhunter (DC Comics)
- Suicide Squad (DC Comics) (cocréateur Keith Giffen)
- Martian Manhunter aka J'onn J'onzz (DC Comics)
- Batman (DC Comics)
- GrimJack (First Comics/ IDW Publishing) (cocréateur Timothy Truman)
- The Spectre (DC Comics)
- Firestorm (DC Comics)
- Heroes for Hire (Marvel Comics)
- Le Punisher (Marvel Comics)
- Bishop #1-4, 1995 (Marvel Comics)
- Quicksilver (Marvel Comics)
- X-Men vs Brood #1-2 (Marvel Comics)
- X-Man (Marvel Comics)
- X.S.E. (Xavier's Security Enforcers) (Marvel Comics)